# Odile Schmitt
Pour les articles homonymes, voir Schmitt.
Odile Schmitt, née le 5 novembre 1956 à Alger, en Algérie française, et morte le 24 mars 2020 à Creil, dans l'Oise, est une actrice et directrice artistique française.
Très active dans le doublage, elle est notamment connue pour être la voix française régulière d'Eva Longoria et du personnage Lola Bunny.

## Biographie

### Parcours
Titulaire d'un baccalauréat littéraire et d'un DUT, Odile Schmitt entre, après sa majorité, au Conservatoire de Strasbourg. Elle a suivi des cours avec Andréas Voutsinás et John Strasberg. Elle a notamment formé une troupe de théâtre dans cette ville : le Point-Virgule. La troupe s'est produite en province et à Paris.

### Doublage
Elle effectue ses premiers doublages sous la direction de Jacques Barclay en prêtant sa voix à Tao dans Les Mystérieuses Cités d'or en 1982. Elle a régulièrement doublé par la suite de jeunes enfants. De 1996 à 2020, elle est la voix française de Lola Bunny des Looney Tunes, puis dans le feuilleton Desperate Housewives elle est la voix française régulière d'Eva Longoria pour ses apparitions dans les séries télévisées, les films et les spots publicitaires.

### Décès
Elle meurt le 24 mars 2020 des suites d'une longue maladie, à l'âge de 63 ans à Creil (Oise).
Le jeu No Straight Roads, sorti quelques mois plus tard et qui fait partie de ses dernières expériences de doublage, est dédié à sa mémoire.[réf. nécessaire]

## Théâtre
- 2002 : Les Feux de la Gloire de Marc Saez, mise en scène de l'auteur, Théâtre 13
- 2004-2005 : Les Feux de la Gloire de Marc Saez, mise en scène de l'auteur, Sudden Théâtre
- 2009 : Amour, Gore et Beauté de Marc Saez, mise en scène de l'auteur, Comédie de Paris
- 2009-2011 : Andromaque de Racine, mise en scène Christian Nardin, Théâtre du PréO
- 2012-2013 : Les Justes d'Albert Camus, mise en scène Christian Nardin, Théâtre du PréO
- 2015 : Si j'avais un marteau de Mythic et Hugo Rezeda, mise en scène de Hugo Rezeda, Théâtre On Stage (Angoulême).
- 2017 : Einstein, un babysitting explosif d'Alexandre Papias, mise en scène de Hugo Rezeda, Théâtre Les Blancs-Manteaux

## Filmographie
- 1981 : Les Enquêtes du commissaire Maigret, épisode : Le Pendu de Saint-Pholien d'Yves Allégret
- 1981 : Les Enquêtes du commissaire Maigret d'Yves Allégret (série télévisée), épisode : Une confidence de Maigret
- 1981 : Julien Fontanes, magistrat (série télévisée, épisode La dixième plaie d'Égypte de Patrick Jamain
- 1981 : Les Années lumière d'Alain Tanner : danseuse
- 1982 : Médecins de nuit de Gérard Clément, épisode : Le Bizutage (série télévisée)
- 1982 : Nestor Burma, détective de choc de Jean-Luc Miesch : La droguée
- 1988 : La Travestie d'Yves Boisset : Jackie
- 2010 : Film Socialisme de Jean-Luc Godard : voix féminine
- 2011 : Hollywoo de Frédéric Berthe et Pascal Serieis : Pénélope

## Doublage

### Cinéma

#### Films
- Eva Longoria dans (12 films) :
  - Bad Times (2005)[6] : Sylvia
  - The Sentinel (2006) : Jill Marin
  - Les Femmes de ses rêves (2007) : Consuela
  - Le Fantôme de mon ex-fiancée (2008) : Kate
  - Desperate Teachers (2008) : Rebecca Seabrook
  - Without Men (2011) : Rosalba
  - The Baytown Outlaws (2012) : Celeste Martin
  - A Dark Truth (2012) : Mia Francis
  - In a World... (2013) : elle-même
  - Lowriders (2016) : Gloria Alvarez
  - Overboard (2018) : Theresa
  - Dora et la Cité perdue (2019) : Elena
- Macy Gray dans : 
  - Training Day (2001) : la femme de Sandman
  - Les Couleurs du destin (2010) : Rose
  - Paperboy (2012) : Anita
- Dale Dickey dans : 
  - L'Échange (2008) : la patiente
  - Iron Man 3 (2013) : Mme Davis
  - Régression (2015) : Rose Gray
- Edan Gross dans :
  - Jeu d'enfant (1988) : la poupée « Brave Gars » (voix)
  - Chucky, la poupée de sang (1990) : la poupée « Brave Gars » (voix)
  - Chucky 3 (1991) : la poupée « Brave Gars » (voix)
- Ashley Judd dans :
  - Heat (1995) : Charlene Shiherlis
  - Le Droit de tuer ? (1996) : Carla Brigance
- Mo Collins dans :
  - 40 ans, toujours puceau (2005) : Gina
  - Dirty Papy (2016) : Officier Finch
- Katherine Moennig dans :
  - La Défense Lincoln (2011) : Gloria Larsen
  - Disparue (2012) : Erica Lonsdale
- 1983 : Le Triomphe d'un homme nommé cheval : Redwing (Ana De Sade)
- 1987 : Le Flic de Beverly Hills 2 : le voiturier de la fête « Playboy » (Chris Rock)
- 1988 : Jumeaux : le petit-fils de Granger (Jason Reitman)
- 1989 : Vendredi 13, chapitre VIII : L'Ultime Retour : J. J. Jarrett (Saffron Henderson)
- 1991 : L'embrouille est dans le sac : la manucure (Arleen Sorkin)
- 1991 : In Bed with Madonna : elle-même (Sharon Gault)
- 1993 : Kika : Kika (Verónica Forqué)
- 1993 : La Liste de Schindler : Majola (Geno Lechner)
- 1994 : La Surprise : Betty (Anne Heche)
- 1994 : Priscilla, folle du désert : Cynthia (Julia Cortez)
- 1994 : Muriel : Tania Degano (Sophie Lee)
- 1994 : Forrest Gump : une militante anti-guerre ( ? )
- 1994 : Léon : la demi-sœur de Mathilda (Elizabeth Regen)
- 1995 : Empire Records : Gina (Renée Zellweger)
- 1995 : Friday : Joann (Vickilyn Reynolds)
- 1996 : Matilda : Zinnia Verdebois (Rhea Perlman)
- 1996 : Bogus : Nancy Travis (Lorraine Franklin)
- 1996 : Space Jam : Lola Bunny (Kath Soucie) (voix)
- 1997 : Relic : Josh (Ronald Joshua Scott)
- 1997 : Ne pas avaler : Valerie (Kathy Burke)
- 1998 : Babe, le cochon dans la ville : le caniche rose (Russi Taylor) (voix)
- 1998 : Ainsi va la vie : Bobbi-Claire Patterson (Connie Ray)
- 1999 : Summer of Sam : Gloria (Bebe Neuwirth)
- 1999 : Austin Powers 2 : L'Espion qui m'a tirée : Séphora Crashey-Avaley (Gia Carides)
- 2000 : Mais qui a tué Mona ? : Lucinda (Kathleen Wilhoite)
- 2001 : Scary Movie 2 : Megan Voorhees (Natasha Lyonne)
- 2002 : John Q : Miriam Smith (Troy Beyer)
- 2002 : Little Heroes 3 : Chlorine (Candace Kita)
- 2004 : La Vie d'une femme : Rosemary (Jill Scott)
- 2005 : Réussir ou mourir : la grand-mère (Viola Davis)
- 2006 : Inside Man : L'Homme de l'intérieur : Berk (Ashlie Atkinson)
- 2008 : Twilight, chapitre I : Fascination : Cora (Ayanna Berkshire)
- 2010 : Fighter : Cindy Eklund (Erica McDermott (en))
- 2011 : Very Bad Trip 2 : Kimmy, la stripteaseuse transgenre (Yasmin Lee)
- 2012 : End of Watch : Gabby (Natalie Martinez)
- 2013 : L'Extravagant Voyage du jeune et prodigieux T. S. Spivet : la serveuse (Dawn Ford)
- 2013 : Les Flingueuses : Gina (Jessica Chaffin (en))
- 2015 : Joker : Millicent (Daviena McFadden)
- 2016 : The Do-Over : Becca (Kathryn Hahn)
- 2016 : Joyeuse fête des mères : Kimberly (Loni Love)
- 2019 : Noelle : Helen Rojas (Diana Maria Riva)
- 2019 : Breakthrough : Joyce Smith (Chrissy Metz)

#### Films d'animation
- 1990 : Pinocchio et l'Empereur de la Nuit : voix additionnelle
- 1993 : Blanche-Neige et le Château hanté : Gadoue
- 1999 : Scooby-Doo et le Fantôme de la sorcière : Thorn
- 2000 : Titi et le Tour du monde en 80 chats : Lola Bunny
- 2003 : Bionicle : Le Masque de Lumière : Toa Gali
- 2004 : Barbie : Cœur de princesse : Madame Carp
- 2012 : Batman: The Dark Knight Returns : Le Commissaire Ellen Yindel, Lola Chong et voix additionnelles
- 2013 : La Ligue des justiciers : Le Paradoxe Flashpoint : Persephone, Martha Wayne, la voisine, une présentatrice, Pedro Peña et Candi Milo
- 2015 : Looney Tunes : Cours, lapin, cours : Lola Bunny
- 2015 : Batman Unlimited : L'Instinct animal : Central de la police et des invitées
- 2016 : Batman : Mauvais Sang : Kory, Madame Bannister et L'Officier Renee Montoya

#### Court métrage
- 2017 : On s'est fait doubler ![7] : la 2de voix de Lea (Laure Maloisel)

### Télévision

#### Téléfilms
- 1996 : Le Titanic : Alice Cleaver (Felicity Waterman)
- 2004 : Les Fantômes de l'amour : Jeanie (Eva Longoria)
- 2004 : Mon enfant à tout prix : Kathy Williamson (Ellen David)
- 2010 : Il suffit d'un premier pas : Nona (Jill Scott)
- 2012 : Un plan diabolique : Marta (Nia Peeples)
- 2014 : De retour vers Noël : Robin (Gloria Loring)
- 2014 : Le Tueur en sommeil : Margette Lincoln (Macy Gray)
- 2014 : Aaliyah : Destin brisé : Mintis Hankerson (Linda McCurdy)
- 2019 : La Gloire ou l'amour : Peggy (Melissa Combs)

#### Téléfilm d'animation
- 1988[8] : Scooby-Doo et l'École des sorcières : Elsa / Cadet Miguel

#### Séries télévisées
- Gina Torres dans : 
  - Angel (2003) : Jasmine
  - Le Protecteur (2003) : Sadie Harper
  - Les Experts (2004) : Warden Hutton (saison 4, épisode 17)
  - 24 Heures chrono (2004) : Julia Milliken
  - FBI : Portés disparus (2006) : Tyra Hughes (saison 4, épisode 20)
  - Esprits criminels (2008) : Detective Thea Salinas (saison 4, épisode 11)
- Eva Longoria dans :
  - Les Feux de l'amour (2001-2003) : Isabella Braña Williams
  - Desperate Housewives (2004-2012) : Gabrielle Solis
  - Brooklyn Nine-Nine (2014-2015) : Sophia Perez
  - Devious Maids (2016) : elle-même
  - Empire (2017) : Charlotte Frost
- Nia Peeples dans :
  - Walker, Texas Ranger (1999-2001) : Sydney Cooke
  - Les Feux de l'amour (2007-2009) : Karen Taylor
  - Pretty Little Liars (2010-2017) : Pam Fields
- Kathleen Wilhoite dans : 
  - Urgences : Chloe Lewis (2e voix)
  - Les 4400 (2004) : la femme de Carl Morrissey (Saison 1, épisode 2)
  - Ghost Whisperer (2007) : Valérie Parker (saison 2, épisode 18)
- Aisha Tyler dans : 
  - Friends (2003) : le professeur Charlie Wheeler
  - Nip/Tuck (2004) : Manya Mabika (saison 2, épisode 3)
  - Modern Family (2014) : Wendy (saison 5, épisode 16)
- Lisa Bonet dans :
  - Cosby Show (1984-1991) : Denise Huxtable-Kendall
  - Campus Show (1987-1988) : Denise Huxtable
- Katherine Moennig dans :
  - The L Word (2004-2009) : Shane McCutcheon
  - Dexter (2010) : Michael Angelo (Saison 5, épisode 5)
- Dale Dickey dans : 
  - Breaking Bad (2009) : la femme de Spooge
  - Esprits criminels (2009) : Carol Beardsley (saison 5, episode 21)
- 1966-1970 : Papa Schultz : Hilda (Sigrid Valdis)
- 1989 : Code Quantum 1e saison E 7 et 8 : plusieurs rôles secondaires
- 1989 : Bioman 3 : Liveman : Megumi Misaki (Megumi Mori)
- 1993 : Arabesque : Paula Raynor (Kasi Lemmons) et Buddy (Evan Millar) (saison 9, épisode 21)
- 1994-1997 : Hartley, cœurs à vif : Katerina Iannou (Ada Nicodemou)
- 1996-2000 : Le Caméléon : Jarod enfant (Ryan Merriman)
- 1997-2001 : Ally McBeal : Renée Raddick (Lisa Nicole Carson)
- 1999 : Sister, Sister : Roger Evans (1re voix - saisons 1 à 3)
- 2000-2002 : Malcolm : Lloyd (Evan Matthew Cohen) (1re voix - saisons 1 à 3), voix additionnelles
- 2000-2006 : La Vie avant tout : Lu Delgado (Rosa Blasi)
- 2001 : Degrassi : La Nouvelle Génération : Danny Van Zandt (Dalmar Abuzeid) (1re voix)
- 2002 : FBI : Portés disparus : Gabe Freedman (David Henrie)
- 2003-2005 : Urgences : Makemba « Kem » Likasu (Thandie Newton)
- 2009 : New York, unité spéciale : Eva Banks (Rosie Perez)
- 2011 : NCIS : Enquêtes spéciales : Kimberly Nolan (Tiffany Dupont)
- 2011 : American Horror Story : Helen (Meredith Scott Lynn) (saison 1, épisode 12)
- 2014-2017 : Les Héritiers : Lone Ramsboll (Kirsten Lehfeldt)
- 2014 : Gracepoint : Sara Burke (Janet Kidder)
- 2015-2019 : Derrière les barreaux (Vis a vis) : Soledad "Sole" Núñez (María Isabel Díaz)
- 2015 : Once Upon a Time : Ursula (Merrin Dungey)
- 2015-2016 : Happy Valley : Catherine Cawood (Sarah Lancashire)
- 2016 : Dead of Summer : Un été maudit : Renee Tyler (Sharon Leal)
- 2016 : Bates Motel : Audrey Ellis (Karina Logue)
- 2016 : Scream Queens : Penelope Hotchkiss (Mary Birdsong)
- 2017 : C.B. Strike : Tansy Bestigui (Tara Fitzgerald)
- 2018-2019 : The Good Fight : Liz Lawrence (Audra McDonald)
- 2018 : Pose : Mme Richards (Roslyn Ruff) / Mme Orlando (Cecilia Gentili)
- 2018-2019 : All American : Grace James (Karimah Westbrook (en))

#### Séries d'animation
- 1982 : Les Mystérieuses Cités d'or : Tao
- 1984 : Jeanne et Serge : Kira
- 1984 : Les Minipouss : Tom Mini
- 1985 : Inspecteur Gadget : le jeune garçon livreur (saison 2, épisode 3)
- 1986 : Denis la Malice : Joël
- 1987 : Boumbo : Ken
- 1987 : Princesse Sarah : Lottie et Donald
- 1987 : Dans les Alpes avec Annette : Julien
- 1988 : Denver, le dernier dinosaure : Laurie /Casey
- 1988 : Bécébégé : Jett
- 1989 : Les Bisounours (Version Nelvana) : Toumalin le raton laveur
- 1995 : Aladdin : Wahid (1re voix)
- 1999 : Sherlock Holmes au 22ème siècle : l'Inspecteur Beth Lestrade
- 1999 : Les Griffin : voix additionnelles (saison 1 et 2)
- 2000 : Magical DoReMi : Loulou (1re voix) et la fée Baba
- 2000 : Spy Groove : Contessa
- 2002 : Old Tom : Lavinia
- 2004 : Teen Titans : Les Jeunes Titans : Madame Rouge, Pantha
- 2005 : Krypto le superchien : Brenda, Isis et voix additionnelles
- 2006 : Zatchbell : Zatch Bell
- 2010 : Piggly et ses amis : Piggly
- 2011 : Fairy Tail : Oul
- 2012 : Looney Tunes Show : Lola Bunny, Hazel la sorcière, voix diverses
- 2012 : Archer : Mercedes Moreno
- 2013-2014 : Prenez garde à Batman ! : la Maire Marion Grange (épisodes 16 et 18) et la restauratrice (épisode 17)
- 2014 : One Piece : Riku Viola / Violette (1re voix, épisodes 632 à 689)
- 2016-2018 : La Ligue des justiciers : Action : Faora, Maman et alerte (épisode 6), Batman rajeuni (épisode 13) et Succube (épisode 30)

### Jeux vidéo
| - 1996 : Leisure Suit Larry VII : Drague en haute mer : Justine Roploplette - 1996 : Toonstruck : Coco Flanelle - 1997 : Blade Runner : Lucy Devlin - 1998 : Heart of Darkness : voix additionnelles - 2000 : Space Race : Lola Bunny - 2000 : Looney Tunes Racing : Lola Bunny - 2007 : The Witcher : La Dame de la nuit / la marchande des faubourgs de Wyzima / Carmen - 2010 : Call of Duty: Black Ops : Sarah Michelle Gellar - 2010 : BioShock 2 : Grace Holloway - 2011 : Star Wars: The Old Republic : Dark Zash - 2012 : Les Royaumes d'Amalur : Reckoning : Deda Eolfred / Ani Gunnar / voix additionnelles - 2013 : Puppeteer : Pouliche - 2013 : Les Chevaliers de Baphomet : La Malédiction du serpent : Annette | - 2013 : Dead Rising 3 : Rhonda - 2014 : The Elder Scrolls Online : Divers personnages féminins - 2014 : Borderlands: The Pre-Sequel : Lady Hammerlock - 2014 : Sacred 3 : Le Seraphin Noir - 2015 : Everybody's Gone to the Rapture : Wendy - 2015 : Assassin's Creed Syndicate : voix additionnelles - 2016 : Final Fantasy XV : voix additionnelles - 2016 : Watch Dogs 2 : voix additionnelles - 2016 : Mafia III : Bonnie - 2017 : Far Cry 5 : Adelaïde Drubman - 2017 : La Terre du Milieu : L'Ombre de la Guerre : voix additionnelles - 2017 : Assassin's Creed Origins : Tahira - 2018 : World of Warcraft: Battle for Azeroth : Priscilla Corsandre - 2018 : Assassin's Creed Odyssey : Timo - 2018 : Shadow of the Tomb Raider : voix additionnelles - 2019 : Astérix & Obélix XXL 3 : Le Menhir de cristal : Hella Finidrir - 2020 : No Straight Roads : Tatie et l'animatrice TV |

### Publicité
- Eva Longoria dans :
  - Couleur Experte de l’Oréal Paris
  - Magic Retouch de l’Oréal Paris
  - Magnum mini
  - Perfectslim de l’Oréal Paris
- Sheba
- Spot de prévention du cancer du col de l'utérus
- McDonald's
- Chevrolet
- Toyota Yaris
- Dizolve
- Ariel
- Vanish
- Nintendo 3DS
- Renault Spot Radio
- Liebig
- La Redoute

### Direction artistique
Films
- 2018 : Alex Strangelove

séries télévisées
- 2016-2017 : Haters Back Off (2 saisons)

### Romans augmentés - transmédia
- 2016 : Roman augmenté InCarnatis, La Vénus d'Emerae, Tome 1, Le Retour d'Ethelior, éditions ACCI Entertainment. Odile Schmitt y interprète le rôle d'Edza Whyra.
- 2018 : Roman augmenté InCarnatis, La Vénus d'Emerae, Tome 2, La Prophétie, éditions ACCI Entertainment. Odile Schmitt y interprète le rôle d'Edza Whyra.